# 7478 Гассе
7478 Гассе (7478 Hasse) — астероїд головного поясу, відкритий 20 липня 1993 року.
Тіссеранів параметр щодо Юпітера — 3,293.